# Prioridad del Evangelio de Marción

La hipótesis de Marción propuesta por Matthias Klinghardt (Das älteste Evangelium und die Entstehung der kanonischen Evangelien, cap. IV, pág. 193).

La prioridad del Evangelio de Marción o prioridad marcionita (o bien, prioridad del Evangelio marcionita ) es una posible solución al problema sinóptico. Esta hipótesis afirma que el primer evangelio producido fue el de Marción y que este evangelio se usó como inspiración para algunos o incluso todos los evangelios canónicos: Mateo, Marcos, Lucas y Juan . Un estudioso contemporáneo que sostiene esta hipótesis es Matthias Klinghardt .

## Contexto
Marción de Sínope ( c. 85 - c. 160) fue el fundador de un movimiento cristiano llamado marcionismo. Marción produjo un canon propio del Nuevo Testamento, por lo que numerosos eruditos consideran que fue el primero que elaboró un canon del Nuevo Testamento. Marción escribió o tal vez adoptó un evangelio preexistente, llamado "Evangelion", que actualmente es llamado Evangelio de Marción.
Los Padres de la Iglesia dicen que Marción mismo fue quien escribió el llamado Evangelio de Marción, que no sería otra cosa que el Evangelio de Lucas revisado, omitiendo algunos pasajes para hacerlo encajar con su propia doctrina; esta hipótesis sobre la relación entre los evangelios de Marción y de Lucas se denomina hipótesis patrística. Sin embargo, más recientemente se ha argumentado el evangelio de Marción precedería al evangelio de Lucas, y que sería el evangelio de Lucas el que constituye una revisión del Evangelio de Marción (hipótesis de Schwegler). Otros argumentan que el evangelio de Marción y el evangelio de Lucas son dos versiones independientes de una fuente común a ambos; según esta hipótesis, el Evangelio de Marción sería una versión más fiel e incluso inalterada de esta fuente con respecto al evangelio de Lucas (hipótesis de Semler). Finalmente, otros van más allá y consideran que el Evangelio de Marción fue el primer evangelio en absoluto, que precedería a todos los demás evangelios, incluidos los de Mateo, Marcos, Lucas y Juan (hipótesis de Marción).
"'Ha habido una larga línea de estudiosos' que, en contra de lo que decían los Padres de Iglesia, han afirmado 'que nuestro Lucas canónico forma una versión ampliada de un Proto-Lucas que también habría sido utilizado por Marción. Esta disputa [...] fue especialmente vívida en la erudición alemana del siglo XIX'. En 1942, John Knox publicó Marción y el Nuevo Testamento, defendiendo que el evangelio de Marción tenía prioridad cronológica sobre el de Lucas. Después de esta publicación, no se volvió a hacer ninguna defensa de esta teoría hasta la aparición de sendos artículos en 2006: uno de Joseph Tyson y otro de Matthias Klinghardt. 'Knox y Tyson creen que Marción usó y falsificó el Proto-Lucas', mientras que Klinghardt, quien en ese momento no defendió que el evangelio de Marción fuera el primer evangelio en absoluto, 'defendió que Marción usó el Proto-Lucas tal como lo encontró, es decir, el Evangelio de Marción y el 'Proto-Lucas' son la misma cosa'".

## Evangelio de Marción como el primero de todos los evangelios
En su libro The First New Testament: Marcion's Scriptural Canon (2013), Jason BeDuhn considera que el evangelio de Marción no fue producido ni adaptado por Marción a partir de Lucas, sino que se trataría de un evangelio preexistente que Marción y su movimiento habrían adoptado. BeDuhn cree que, "en general, las diferencias entre Lucas y el Evangelion [nombre con el que BeDuhn se refiere al Evangelio de Marción] resisten la explicación por motivos ideológicos, y apuntan, en cambio, hacia lo que Semler sugirió por primera vez hace 250 años: los dos evangelios podrían ser versiones alternativas adaptadas respectivamente una para lectores principalmente judíos y la otra para gentiles. En otras palabras, las diferencias obedecían a motivos prácticos relacionados con la misión, más que a motivos ideológicos y sectarios. A esta luz, el Evangelion se habría transmitido precisamente dentro de la corriente del cristianismo emergente en la que podemos ubicar los antecedentes religiosos de Marción". La hipótesis de Semler, a la que alude BeDuhn, es que "el Evangelion y Lucas serían versiones anteriores al Evangelio de Marción, y que ambas se remontan a un original común".
En su libro de 2014 Marcion and the Dating of the Synoptic Gospels, Markus Vinzent considera que el Evangelio de Marción precedería a los cuatro evangelios canónicos (Mateo, Marcos, Lucas y Juan), y que habría influido en los cuatro evangelios. Vinzent difiere tanto de BeDuhn como de Klinghardt cuando afirma que el Evangelio de Marción fue escrito directamente por Marción. Para este autor, el Evangelio de Marción se habría escrito primero como un borrador "probablemente para sus clases (sin las Antítesis y quizás sin contar con las cartas de Pablo). Este texto proporcionó la base para componer los evangelios de Mateo, Juan, Marcos y Lucas". El borrador de Marción no estaría destinado a la publicación, y habría sido plagiado por los cuatro evangelios canónicos; este plagio habría enfurecido a Marción, que vio tergiversado el propósito de su texto, y ello le llevó a publicar su evangelio, junto con las Antítesis como, un prefacio, y 10 cartas de Pablo.

La hipótesis de Marción de Matthias Klinghardt (2015): una prioridad marcioniana absoluta, aplicada a los evangelios sinópticos (Das älteste Evangelium und die Entstehung der kanonischen Evangelien, cap. IV, pág. 191).

En 2015, en su libro Das älteste Evangelium und die Entstehung der kanonischen Evangelien, Matthias Klinghardt cambia de opinión respecto a lo que expresó en 2008. En un artículo de 2008 escribió que el Evangelio de Marción estaría basado en el Evangelio de Marcos, que el Evangelio de Mateo sería una expansión del Evangelio de Marcos con referencia al Evangelio de Marción, y que el Evangelio de Lucas sería una expansión del Evangelio de Marción con referencia a los Evangelios de Mateo y Marcos. En 2015, Klingardht compartirá la opinión de BeDuhn y Vinzent afirmando la prioridad y la influencia del Evangelio de Marción, así como su adopción por parte de Marción. Klinghardt considera que el Evangelio de Marción precedió e influyó en los cuatro evangelios. Klinghardt y BeDuhn reafirmaron sus opiniones en sendos artículos de 2017.
La hipótesis de la prioridad del Evangelio de Marción comporta como consecuencia la necesidad de datar tardíamente los evangelios canónicos, poniéndolos en el siglo II. Esta tesis se remonta a David Trobisch, quien en 1996, en su tesis de habilitación aceptada en Heidelberg, sugirió que la edición final del canon del Nuevo Testamento se habría dado en el s. II d. C.

## Crítica
Christopher Hays sostiene que los argumentos de Klinghart en 2006 incurrían en una serie de errores filológicos, malinterpretaban la naturaleza de cómo que Marción habría editado la obra de Lucas y eran inconsistentes en la explicación que daban respecto a la edición lucana de Marción. Por ejemplo, Uno de los argumentos a favor de la prioridad de Marcionita sobre Lucas se basa en la afirmación de que es poco probable que Marción eliminase porciones significativas de Lucas en vez de que Lucas hubiese ampliado porciones significativas de Marción; sin embargo, Hays demuestra que Marción eliminó porciones significativas de las cartas de Pablo para crear su propio Apostolikon. Por lo tanto, Hays considera una falacia del alegato legal reconocer que Marción editó las cartas de Pablo y, al mismo tiempo, afirmar que no lo hizo con Lucas. Sebastian Moll añade que todas las fuentes que han llegado hasta nosotros afirman que Marción es quien editó a Lucas y, por lo tanto, la carga de la prueba recae sobre los defensores de la prioridad marcionita proporcionando un contraargumento.
Dieter Roth contestó la tesis de Markus Vinzent (que Marción fue el autor del primer Evangelio y que los cuatro Evangelios canónicos solo surgieron después) afirmando que Vinzent se basa en una serie de lecturas erróneas de Tertuliano.

## notas
1. ↑  Koestler, Helmut (1990). Ancient Christian Gospels: Their History and Development. Continuum International Publishing Group. p. 36. ISBN 978-0-334-02450-7.
2. ↑  Price, Chris (2002). «Marcion, the Canon, the Law, and the Historical Jesus». Christan Origins. Archivado desde el original el 26 de enero de 2021. Consultado el 14 de enero de 2008.
3. 1 2  BeDuhn, Jason (2013). The First New Testament: Marcion's Scriptural Canon. Salem, Or.: Polebridge.
4. 1 2  Vinzent, Markus (2014). Marcion and the Dating of the Synoptic gospels. Leuven: Peeters.
5. 1 2  Klinghart, Matthias (2015). Das älteste Evangelium und die Entstehung der kanonischen Evangelien. Francke A. Verlag.; en inglés: Klinghart, Matthias (2021). The Oldest Gospel and the Formation of the Canonical Gospels. Peeters Publishers. ISBN 9789042943094.
6. 1 2  Moll, Sebastian (2010). The Arch-Heretic Marcion. Mohr Siebeck. pp. 90-102. ISBN 9783161515392. doi:10.1628/978-3-16-151539-2.
7. ↑  BeDuhn, Jason (2013). The First New Testament: Marcion's Scriptural Canon. pp. 4–6, 9, 90. ISBN 978-1-59815-131-2. OCLC 857141226. «El estudio del Nuevo Testamento de Marción ha servido normalmente como una herramienta para los estudios de Marción como teólogo y como figura clave en la historia del cristianismo. Sin embargo, Marción no compuso los estos textos (aunque la pregunta de si los editó en alguna medida sigue siendo una cuestión aparte); Marción reunió estos textos a partir de un movimiento cristiano más amplio, y les dio un lugar como colección en comunidades cristianas vivas. Como veremos, hay buenas razones para poner en duda la suposición de que estos textos fueron modificados para el servicio de los cristianos marcionitas 
[...]
. Por lo tanto, estos puntos de evidencia textual y de circunstancias históricas sugieren que, después de todo, Marción podría no haber hecho una edición definitiva del Evangelion, sino que tomó un evangelio que ya estaba en circulación en múltiples copias y que había visto ya varios grados de armonización en otros evangelios hasta ese momento. El proceso de canonización de este evangelio para la comunidad marcionita implicaba simplemente darle un sello de aprobación, consiguiendo copias que ya estaban en circulación y haciendo más copias de estos ejemplares, de manera que los varios grados de arminización pasaron a la tradición textual marcionita del Evangelion.»
8. ↑  BeDuhn, Jason (2013). The First New Testament: Marcion's Scriptural Canon. pp. 86, 91–92. ISBN 978-1-59815-131-2. OCLC 857141226.
9. 1 2  Vinzent, Markus (2015). «Marcion's Gospel and the Beginnings of Early Christianity». Annali di Storia dell'esegesi (en inglés) 32 (1): 55-87.
10. ↑  BeDuhn, Jason David (2015). «Marcion and the Dating of the Synoptic Gospels, written by Markus Vinzent». Vigiliae Christianae (en inglés) 69 (4): 452-457. ISSN 1570-0720. doi:10.1163/15700720-12301234.
11. ↑  Vinzent, Markus (24 de noviembre de 2016). «I am in the process of reading your book 'Marcion and the Dating of the Synoptic Gospels' ...». Markus Vinzent's Blog. Consultado el 5 de septiembre de 2020.
12. ↑  Klinghardt, Matthias (2008). «The Marcionite Gospel and the Synoptic Problem: A New Suggestion». Novum Testamentum 50 (1): 1-27; esp. 21-22, 26. doi:10.1163/156853608X257527.
13. 1 2  Klinghardt, Matthias (2015). «IV. Vom ältesten Evangelium zum kanonischen Vier-Evangelienbuch: Eine überlieferungsgeschichtliche Skizze». Das älteste Evangelium und die Entstehung der kanonischen Evangelien (en alemán). A. Francke Verlag. pp. 188-231. ISBN 978-3-7720-5549-2.
14. ↑  Gallagher, Ed (14 de marzo de 2017). «Marcion's Gospel and the New Testament». Our Beans. Consultado el 1 de agosto de 2020.
15. ↑  Trobisch, David (1996). Die Endredaktion des Neuen Testamentes: eine Untersuchung zur Entstehung der christlichen Bibel. Novum testamentum et orbis antiquus 31. Freiburg - Göttingen. ISBN 3-525-53933-9.
16. ↑  Heilmann, Jan; Klinghardt, Matthias, eds. (2018). Das Neue Testament und sein Text im 2.Jahrhundert. Texte und Arbeiten zum neutestamentlichen Zeitalter 61. Tübingen, Germany: Narr Francke Attempto Verlag GmbH. p. 9. ISBN 978-3-7720-8640-3.
17. ↑  Hays, Christopher M. (1 de julio de 2008). «Marcion vs. Luke: A Response to the Plädoyer of Matthias Klinghardt». Zeitschrift für die Neutestamentliche Wissenschaft und die Kunde der Älteren Kirche (en inglés) 99 (2): 213-232. ISSN 1613-009X. doi:10.1515/ZNTW.2008.017.
18. ↑  Roth, Dieter T. (8 de enero de 2015). The Text of Marcion's Gospel. BRILL. pp. 164, n. 366. ISBN 978-90-04-28237-7. OCLC 892620587. doi:10.1163/9789004282377.
19. ↑  Larry (25 de marzo de 2015). «Roth on Reading the Sources for Marcion». Larry Hurtado's Blog (en inglés). Consultado el 8 de abril de 2021. |autor= y |apellido= redundantes (ayuda)
20. ↑  Roth, Dieter (25 de mayo de 2017). «Marcion's Gospel and the History of Early Christianity: The Devil is in the (Reconstructed) Details». Zeitschrift für Antikes Christentum / Journal of Ancient Christianity (en inglés) 99 (21): 25-40. ISSN 1613-009X. doi:10.1515/zac-2017-0002.

## Otras lecturas
- BeDuhn, Jason (2013) The First New Testament: Marion's Scriptural Canon
- BeDuhn, Jason. «The New Marcion». Forum 3 (Fall 2015): 163-179. Archivado desde el original el 25 de mayo de 2019. Consultado el 20 de octubre de 2022.
- Farrin, Cassandra J. (2013). «Marcion: Forgotten "Father" and Inventor of the New Testament». Westar Institute (en inglés estadounidense). Consultado el 5 de septiembre de 2020.
- Guignard, Christophe (2013). "Marcion et les Évangiles canoniques. À propos d'un livre récent". Études théologiques et religieuses 88 (3): 347–363.
- Klinghart, Matthias (2015) Das älteste Evangelium und die Entstehung der kanonischen Evangelien, Francke A. Verlag (en alemán); traducido al inglés comoThe Oldest Gospel and the Formation of the Canonical Gospels. Peeters Publishers. 2021. ISBN 9789042943094.
- Klinghardt, Matthias (2018), El evangelio más antiguo: Edición Klinghardt, Publicaciones Quiet Waters, ISBN 978-1931475716
- Vinzent, Markus (2014) Marcion and the Dating of the Synoptic Gospels, Studia Patristica, Peeters.
- Vinzent, Markus (2015), Marcion's gospel and the Beginnings of Christianity.
- «Quaestiones Disputatae». New Testament Studies (en inglés) 63 (2): 318-334. April 2017. Consultado el 1 de agosto de 2020 – via Cambridge Core.